# Laiskotellen
Chansons représentant la Finlande au Concours Eurovision de la chanson
Muistojeni laulu
(1963) Aurinko laskee länteen
(1965)
Laiskotellen (« Paresser ») est une chanson composée et interprétée par Lasse Mårtenson, sortie en 45 tours en 1964 et parue sur l'album Lasse Mårtenson.
C'est la chanson représentant la Finlande au Concours Eurovision de la chanson 1964.
La chanson a également été enregistré par Lasse Mårtenson dans des versions en italien sous le titre Cara domenica (« Cher dimanche ») et en suédois sous le titre Week-end,

## À l'Eurovision

### Sélection
Le 15 février 1964, ayant remporté l'Euroviisut 1964 à Helsinki, la chanson Laiskotellen est sélectionnée pour représenter la Finlande au Concours Eurovision de la chanson 1964 qui a lieu le 21 mars à Copenhague, au Danemark.

### À Copenhague
La chanson est intégralement interprétée en finnois, langue officielle de la Finlande, comme le veut la coutume avant 1966. L'orchestre est dirigé par George de Godzinsky.
Laiskotellen est la cinquième chanson interprétée lors de la soirée du concours, suivant Sangen om dig de Bjørn Tidmand pour le Danemark et précédant Warum nur, warum? d'Udo Jürgens pour l'Autriche.
À l'issue du vote, elle obtient 9 points et se classe 7e sur 16 chansons,.

## Liste des titres
| A1. | Laiskotellen                  | Sauvo Puhtila, Lasse Mårtenson            | 2:40 |
| A2. | Ehkä kerran (Qualcosa di mio) | Reino Helismaa, Rullini-De Paolis-Casadei | 2:40 |

## Historique de sortie
| Pays      | Date | Format                      | Label     |
| --------- | ---- | --------------------------- | --------- |
| Finlande, | 1964 | 45 tours, EP super 45 tours | Philips   |
| Suède     | 1964 | 45 tours promotionnel       | Metronome |